# Station La Redonne-Ensuès
Station La Redonne-Ensuès is een spoorwegstation in de Franse gemeente Ensuès-la-Redonne.